# Woskowina

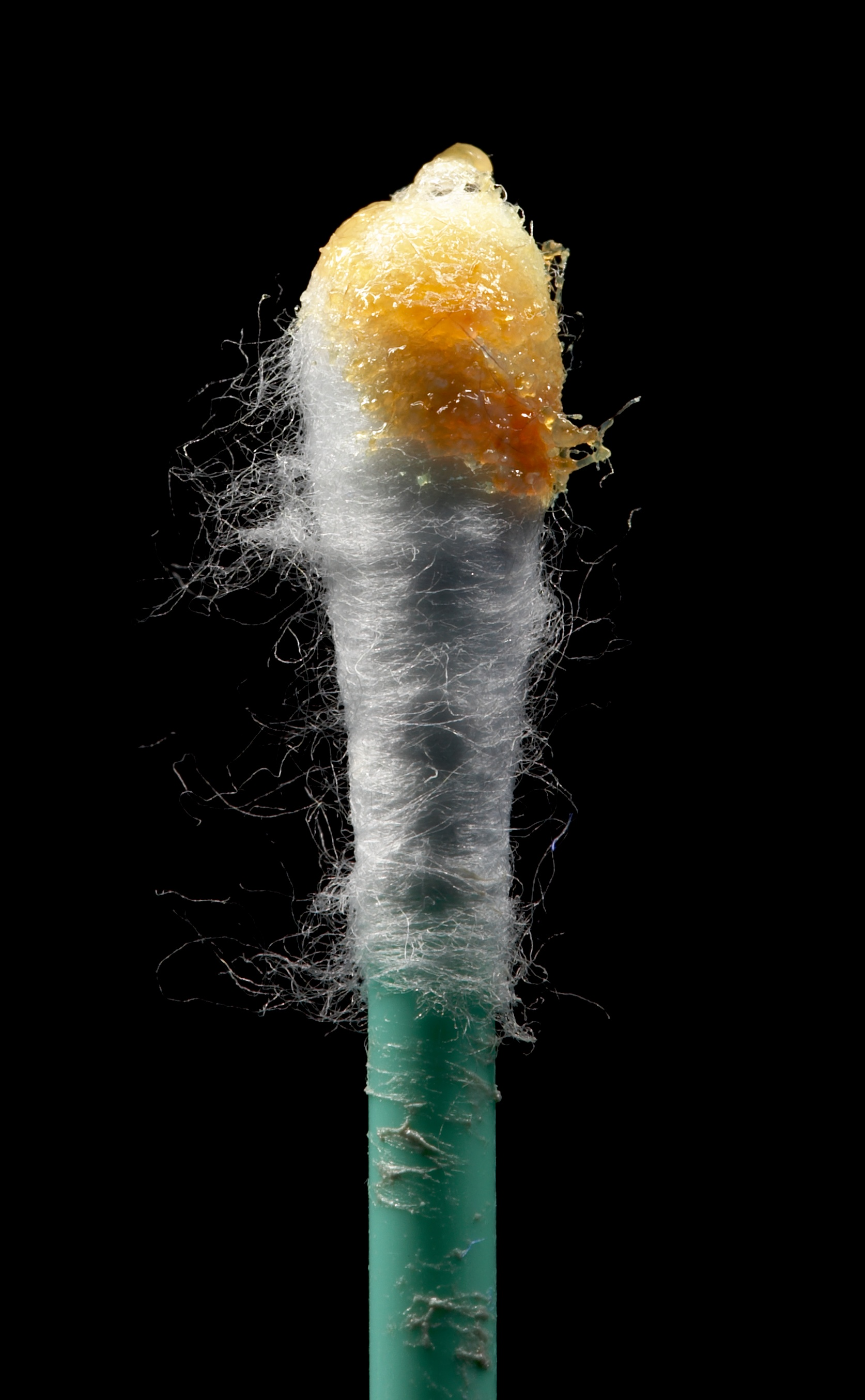
Woskowina

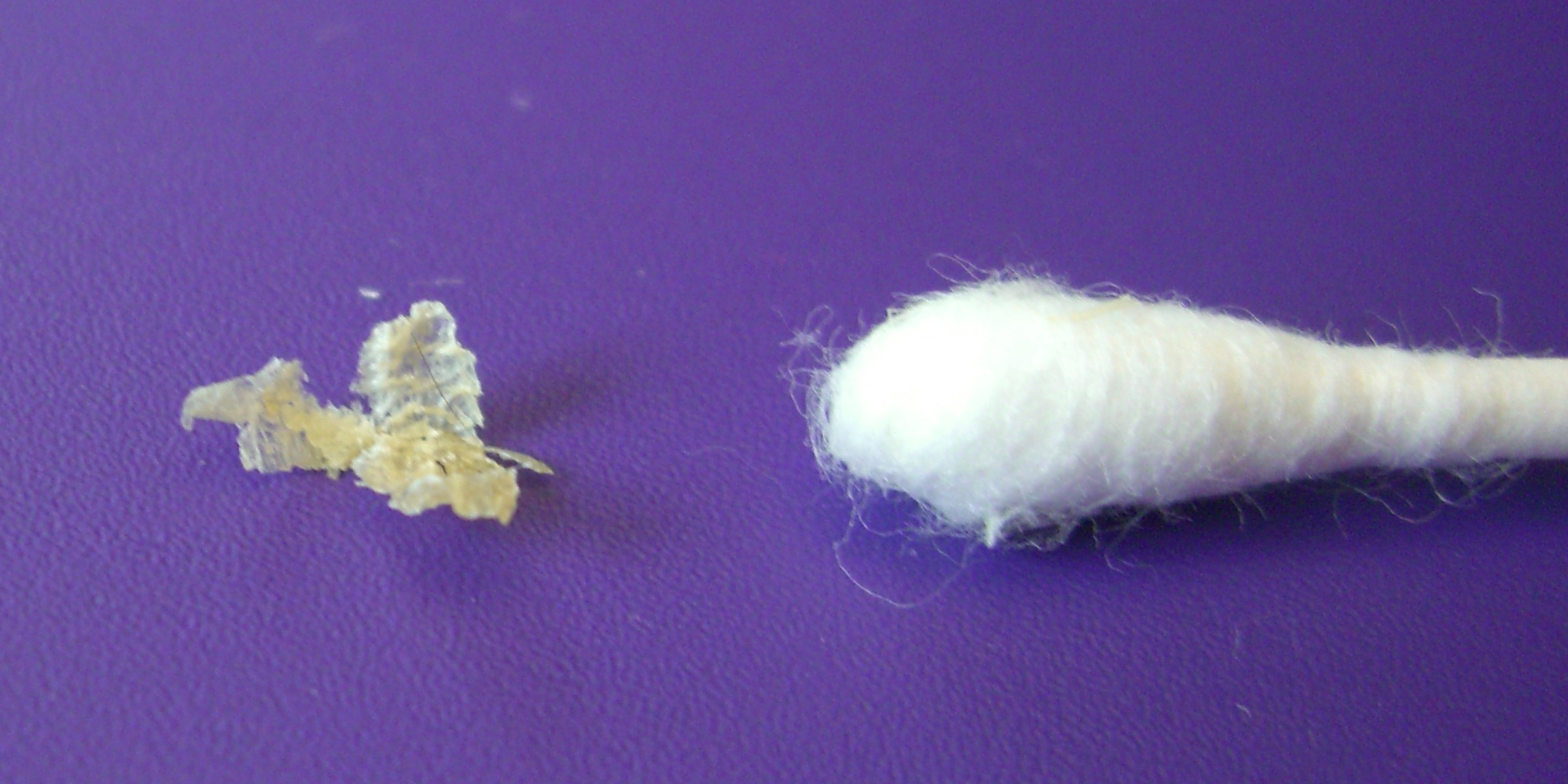
Sucha woskowina

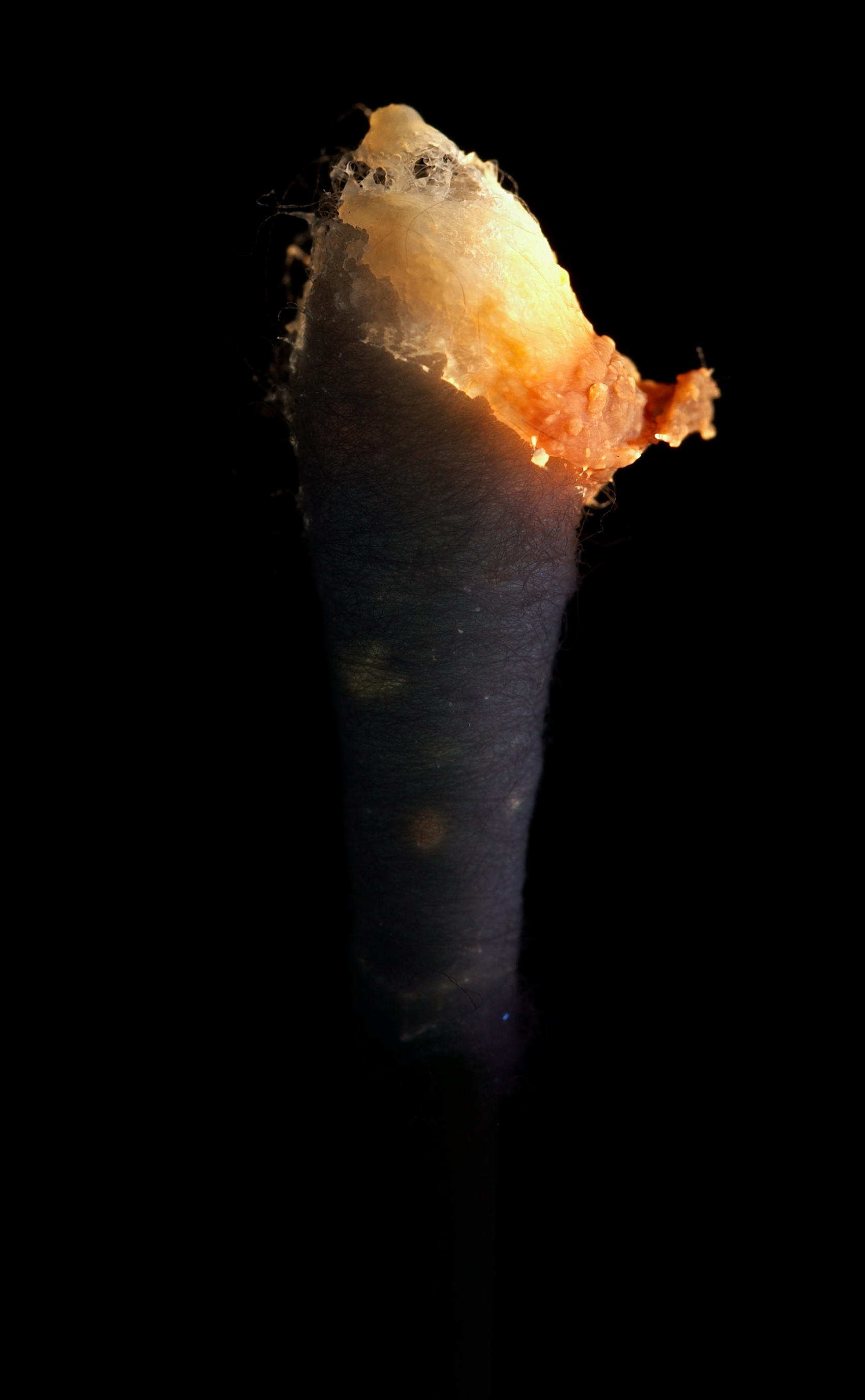
Słaba fluorescencja mokrej woskowiny pod wpływem światła ultrafioletowego

Woskowina, wosk uszny (łac. cerumen) – żółtawa, woskowata substancja wydzielana w przewodzie słuchowym zewnętrznym człowieka i wielu innych ssaków. Odgrywa znaczącą rolę w oczyszczaniu i nawilżaniu przewodu słuchowego zewnętrznego oraz zapewnia ochronę przed niektórymi bakteriami, grzybami i owadami. Jest mieszaniną lepkiej wydzieliny gruczołów łojowych i mniej lepkiej ze zmodyfikowanych apokrynowych gruczołów potowych.
Głównymi składnikami są końcowe produkty szlaku mewalonowego: skwalen, lanosterol i cholesterol.
Genetycznie zdeterminowane są 2 rodzaje woskowiny:
- wilgotna – koloru od miodowego do ciemnobrązowego. Jest cechą dominującą i występuje u większości ludzi rasy białej i czarnej;
- sucha – szara i łuszcząca się jest cechą recesywną i występuje u większości Indian i Azjatów[2].

Zróżnicowanie to wiązane jest ze zmianą pojedynczego nukleotydu (SNP) w genie transportera kasety wiążącej ATP C11. Innym skutkiem tej mutacji jest zmniejszona potliwość, co, jak przypuszcza się, mogło być korzystne w chłodnym klimacie, w którym żyli przodkowie Indian i mieszkańców Dalekiego Wschodu.
Oczyszczanie przewodu słuchowego jest wynikiem migracji nabłonka (jak taśmociąg) i jest wspomagane ruchami żuchwy.
Komórki powstałe w centrum błony bębenkowej (łac. umbo – wypukłość) migrują w tempie równym rośnięciu paznokci na zewnątrz do ścian przewodu słuchowego i przyspieszają w kierunku ujścia przewodu. Razem z woskowiną transportowane są zanieczyszczenia, jakie gromadzą się w przewodzie. Ruchy żuchwy przemieszczają zanieczyszczenia przylegające do ścian, zwiększając prawdopodobieństwo wypadnięcia zanieczyszczeń.
Duże ilości woskowiny mogą blokować drogę dźwiękowi w przewodzie słuchowym, powodując głuchotę przewodzeniową. Przeciwdziała temu żucie gumy. W przypadku wystąpienia tego problemu można próbować usunąć go poprzez płukanie ucha za pomocą strzykawki (co jednak wywołuje powikłania u około 1 na 1000 pacjentów) lub zastosować łyżeczkowanie, wykonywane przez otolaryngologów, gdy materiał nie przylega do skóry przewodu.

## Usuwanie woskowiny
W przypadku zatkania przewodu słuchowego woskowiną nie należy jej usuwać przy pomocy patyczków higienicznych ani żadnych innych narzędzi (dopuszczalne jest jedynie użycie własnego palca). Można również skorzystać z dostępnych w aptekach preparatów zmiękczających i rozpuszczających woskowinę. Jeśli te działania nie odniosą skutku należy zwrócić się o pomoc do lekarza.
Przed usunięciem woskowiny czasem zachodzi potrzeba ją zmiękczać za pomocą roztworu 2–3 razy dziennie, przez kilka dni przed zabiegiem.
Najpowszechniejszym takim środkiem domowym jest oliwa.
10% roztwór sody jest skuteczniejszy od niektórych specjalnych preparatów i płynów organicznych, w tym oliwy.